# شو مينغ
شو مينغ (بالصينية: 徐明) هو رائد أعمال صيني، ولد في أبريل 1971 في داليان في الصين، وتوفي في 4 ديسمبر 2015 في ووهان في الصين بسبب نوبة قلبية.